# 俄语
俄羅斯語（русский язык，發音：[ˈruskʲɪj jɪˈzɨk] ⓘ），通稱俄語，属于斯拉夫语族的东斯拉夫语支，是斯拉夫语族中使用人数最多的语言，是俄羅斯、白俄羅斯、吉尔吉斯斯坦及哈萨克斯坦的官方語言，主要在俄羅斯等前苏联加盟共和国中使用，且在中國和華沙公約組織的成员国裡曾經被学校广泛列为第一外语教学。俄文為聯合國正式語文之一。在蘇联時代，苏联加盟共和国和自治共和国非常强调俄语的重要性。虽然这些苏联的加盟共和国现在很多开始强调使用当地语言的重要性，在部分國家俄語已不再是官方語言，但俄语仍然是这些地区最广泛使用的共通语言。俄语屬於印欧语系，是东斯拉夫语支中目前仍在使用的語言之一。目前發現最早的古東斯拉夫語文字是在十世紀的內容。俄语是歐亞大陸中分布區域廣大的語言，也是斯拉夫語中最多人使用的語言。俄语也是歐洲最多人使用的母語，是俄羅斯、白俄羅斯、烏克蘭1.44億人的母語。俄语是母語人口排名的第八名，是以人口排列的語言列表中的第七名。

## 历史
据记载在1000年现代俄罗斯、乌克兰、白俄罗斯大部分区域居住的主要民族是斯拉夫人东支，说着很相近的方言群。约880年统一成为基辅罗斯，以古东斯拉夫语为书面和贸易用语。后来988年基督教传入，同时南斯拉夫的古教会斯拉夫语被引入成为官方和礼拜仪式语言。来自拜占庭希腊语的借词和借译词开始在这一时期进入古东斯拉夫语和口语方言，同时影响着古教会斯拉夫语。

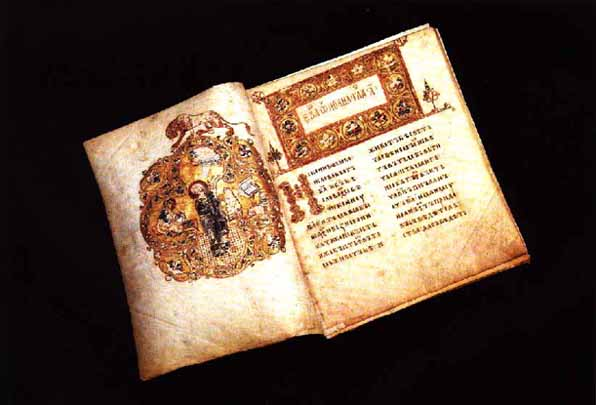
1056年的Ostromir Gospels是已知第二古老的东斯拉夫书籍，俄罗斯国立图书馆保存的许多中世纪泥金装饰手抄本之一

1100年基辅罗斯瓦解后方言迅速分化。现代白俄罗斯和乌克兰的地域产生罗塞尼亚语，而现代俄罗斯的地域产生中古俄语。二者在13世纪这些地区在西部立陶宛大公国、波兰、匈牙利和东部诺夫哥罗德、普斯科夫封建共和国与臣服鞑靼人的多个小公国之间的划分而成为不同的语言。
莫斯科和诺夫哥罗德的官方语言是教会斯拉夫语，这是由古教会斯拉夫语发展而来的语言，几个世纪里都是书面语言，直到彼得大帝时代被限制用于圣经和礼拜仪式用语。俄语在教会斯拉夫语的强烈影响下一直发展到17世纪末，随后这种影响发生了扭转，而且导致了一些礼拜仪式用文字的衰落。
彼得大帝政治改革伴随着字母的改革，而且达到了世俗化和西方化的目的。专用词汇取自西欧语言。1800年，贵族日常用的法语和有时使用的德语占了很大一部分。许多19世纪的俄语小说，像列夫·托尔斯泰的《战争与和平》包含整段和整页未翻译的法语，有着受教育的读者不需要翻译的假设。
现代的书面语被认为来自亚历山大·普希金在19世纪前三分之一的时期，他通过排除一些古老的语法和词汇（所谓的——“高级形式”），提倡当时口语中可以找到的语法和词汇改变了俄语。现代的年轻读者或许只能从普希金著作中体会一些明显难以理解的词语，自从少数普希金所用的词语变得古老或者转变了意思。事实上，许多19世纪俄罗斯作家尤其是普希金、米哈伊尔·莱蒙托夫、尼古拉·果戈里、亚历山大·格里博也多夫所用的表达方式成为现代俄语口语中常见的方式。
20世纪政治剧变和整个意识形态的变化在1918年正字法改革以后给俄语带来了现代化的形式。政治环境和苏联在军事、科技（尤其是航天）方面取得的巨大成就给俄语带来世界性的声誉，尤其是20世纪中期。
苏联时期对其他民族语言的政策其实是摇摆不定的，即使各个加盟共和国都有自己的官方语言，联合的角色和高一级的地位使俄语保留了下来，即使只在1990年被宣布成为官方语言。随着1991年苏联解体，新独立的国家鼓励使用当地语言，其中一部分给予俄语特别待遇，虽然俄语作为后苏联国家的国际交流语言的角色持续下来，但近年部分國家如烏克蘭和摩爾多瓦已改用英語作為國際交流語言。
由于全世界俄罗斯人的减少和俄罗斯总人口的减少，俄语的使用人口也出现了衰减。苏联的解体和俄罗斯影响力的下降也使世界其他地方俄语使用者人数减少。根据俄罗斯联邦教育与科学部社会学研究中心研究副主任Arefyev A. L.在2006年期刊Demoskop Weekly上发表的估计，俄语在全世界逐渐失去了地位，特别是在俄罗斯。2012年A. L. Arefyev发佈了新的学术研究“俄语在20-21世纪的转变”，其中他得出结论在世界各地俄语趋于进一步的衰落（见于2013年出版的期刊Demoskop Weekly）。在前苏联国家俄语逐渐被当地语言取代。当前世界上俄语使用者的人数取决于世界上俄罗斯人（作为俄语主要的分布来源）的数量和俄罗斯（以俄语为官方语言）的人口。

## 系属分类
俄語是印歐語系斯拉夫語族的一種語言，從口語角度來看，它的近親是烏克蘭語及白俄羅斯語，都屬於東斯拉夫語支。在烏克蘭及白俄羅斯境內很多地方，這幾種語言可以互換，在某些地方這種傳統雙語語境導致語言混合。

## 地理分布
俄语是联合国和俄罗斯的官方语言之一，也是中华人民共和国承认的少数民族正式语言之一（俄罗斯族使用）。
直至1917年，俄语是俄羅斯帝國的唯一官方語言，但在苏联時期，每個加盟成員國都有自己的官方語言，俄語就成為蘇聯一體角色的語言。
在1991年蘇聯解體以後，獨立國家鼓勵人民使用自己本國的母語，因而扭轉了俄語独大的狀況，然而作為全國溝通的角色不變。
在拉脫維亞，有超過三分之一的俄語人口，主要來自兩次大戰前的俄國和前蘇聯移民。現時俄語不是官方語言，而俄語在課堂的使用依然在辯論中。在愛沙尼亞，蘇維埃時代的俄语使用者移民和他們的後裔構成國家的當前人口的大約四分之一左右。在立陶宛，俄語人口佔全國比例是少於十分之一的。然而，大約80%波羅的海地區的人口能用基本俄語交談。而在芬蘭，由於曾經是俄國的一部份，仍然有幾個俄語社區。
在20世紀，俄語在華沙條約成員國的學校裡被廣泛地使用，包括波蘭、保加利亞、捷克、斯洛伐克、匈牙利、羅馬尼亞和阿爾巴尼亞。但是，年輕一代的俄語通常都不流利，因為俄語不再於學校廣泛使用。在中国与苏联友好期间，俄语被指定为学校的第一外语来教授，以後因中苏决裂其地位在1964年为英语所取代。此外，由於受到蘇聯影響，一些亞洲國家譬如老撾、越南、柬埔寨和蒙古，依然教導著俄語。而在阿富汗的幾個部落，俄語仍然被使用作為混合語。
在以色列，由於歷史上有大批猶太人從蘇聯或在其解體後移民至當地，俄語是除英語之外，該國使用最廣泛的非官方語言之一。至少75萬名前蘇聯的猶太人移民使用俄語（1999年人口調查）。以色列的新聞、網站及出版物亦经常使用俄語。
在北美洲，有相當大的俄語社區，特別是在美國和加拿大的市區如紐約、洛杉磯、舊金山、多倫多、邁阿密、芝加哥和克利夫蘭郊區的里士滿高地。單在紐約、洛杉磯俄語人口估計達50萬人。他們發布他們自己的報紙，和居住在自足的區域（特別是在1960年代開始的移民）。
20世紀的初期，西歐湧入許多俄語的移民。德國、英國、西班牙、法國、義大利、比利時、希臘、巴西和土耳其，講俄語的社區共計有三百萬人。
中华人民共和国新疆维吾尔自治区和黑龙江省的部分俄罗斯族亦使用俄语。

### 官方語言

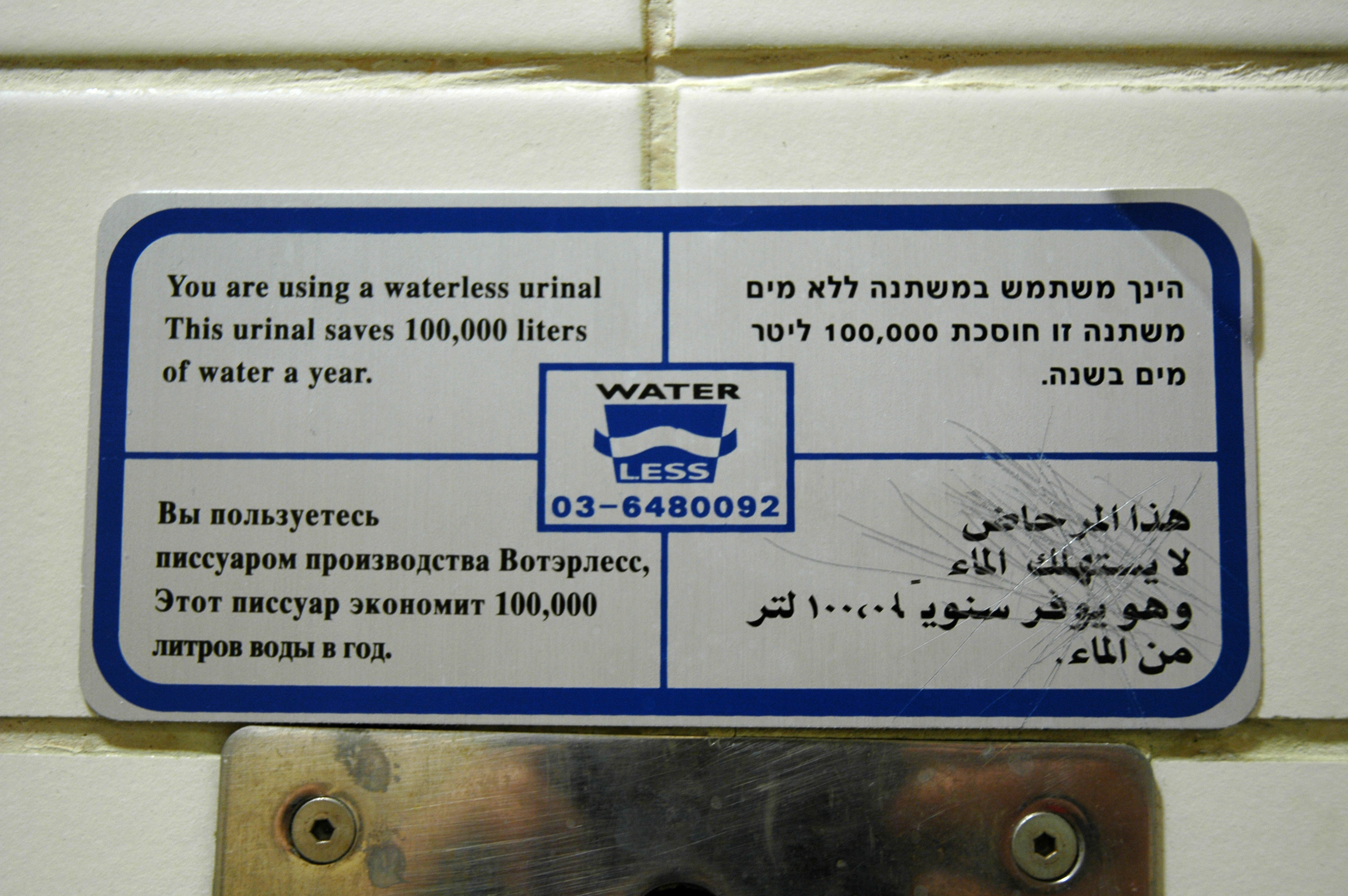
以色列本·古里安國際機場公廁內小便斗上方的告示牌，上有英語、希伯來語、俄語及阿拉伯語

俄語是俄羅斯、白俄羅斯、哈薩克斯坦、塔吉克斯坦和未得國際承認的聶斯特河沿岸、南奧塞梯、阿布哈茲的官方語言。它也是聯合國六個官方語言之一。在俄羅斯及前蘇聯境內，對於以俄語為母語或第二語言的人士來說，用俄語上課是熱門的選擇。
雖然俄羅斯族人口在俄羅斯佔了78%，在白俄羅斯佔10%，在哈薩克佔26%，在烏克蘭佔17%，在吉爾吉斯佔9%，在摩爾多瓦佔6%，在阿塞拜疆佔2%，在格魯吉亞佔1.5%，在亞美尼亞及塔吉克佔了不足1%，但是以俄語授課的學生在俄羅斯佔了97%，在白俄羅斯佔75%，在哈薩克佔41%，在烏克蘭佔25%，在吉爾吉斯斯坦佔21%，在摩爾多瓦佔7%，在阿塞拜疆佔7%，在格魯吉亞佔5%，在亞美尼亞及塔吉克佔2%。
在拉脫維亞、愛沙尼亞、立陶宛，儘管官方減少以俄語教授的科目，仍有學校仍以俄語教學。
1991年苏联解体以后，部分前苏联国家开始推行去俄罗斯化政策，其中也包括限制使用俄语。比如土库曼斯坦在1996年后不再将俄语列为官方语言，并在2002年将所有以俄语和土库曼语教学的双语学校均转变为土库曼语普通教育学校，但是保留部分俄语课程，而纯粹使用俄语教学的学校仅剩位于阿什哈巴德的一所贵族学校。在乌克兰，自2014年克里米亚危机后，基辅政府开始大规模推行禁止俄语的政策，例如在学校中禁止使用俄语沟通、确立乌克兰语为唯一的官方语言并禁止纸质媒体使用俄语出版。在亚美尼亚，虽然俄语依然被广泛使用，但是1993年通过的语言法削弱了俄语在亚美尼亚的官方地位，并确定了亚美尼亚语为唯一的官方语言。

## 字母表

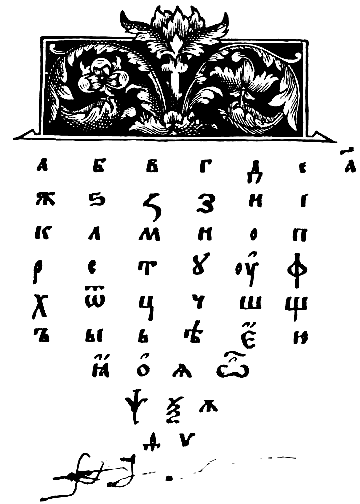
第一部俄文印刷书籍《阿兹布卡》的一页。此书由伊万·费奥多罗夫于1574年刊印。此页特意展示西里尔字母

俄文使用西里尔字母书写。俄语字母共有33个。下表展示其大写字母，以及用国际音标标示的这些字母在通常情况下的发音。
| А /a/ | Б /b/  | В /v/  | Г /ɡ/ | Д /d/  | Е /je/ | Ё /jo/ | Ж /ʐ/ | З /z/ | И /i/  | Й /j/  |
| К /k/ | Л /l/  | М /m/  | Н /n/ | О /o/  | П /p/  | Р /r/  | С /s/ | Т /t/ | У /u/  | Ф /f/  |
| Х /x/ | Ц /ts/ | Ч /tɕ/ | Ш /ʂ/ | Щ /ɕː/ | Ъ ∅    | Ы /ɨ/  | Ь /ʲ/ | Э /e/ | Ю /ju/ | Я /ja/ |

早期的俄语字母还包括⟨ѣ⟩［与⟨е⟩（/je/或者/ʲe/）并合］、⟨і⟩与⟨ѵ⟩（与⟨и⟩/i/并合）、⟨ѳ⟩（与⟨ф⟩/f/并合）、⟨ѫ⟩（与⟨у⟩/u/并合）、⟨ѭ⟩［与⟨ю⟩（/ju/或者/ʲu/）并合］以及⟨ѧ/ѩ⟩（后来演变成⟨я⟩的字形，并转变为/ja/或者/ʲa/）。在这些字母被废弃的同时或者之后的一段时间，它们会被用在与之相关的文章里面。⟨ъ⟩和⟨ь⟩最初表示超短元音或者非重读的/ŭ/、/ĭ/。

### 轉寫
因為在電腦運算上的許多技術限制，以及不易找到西里爾字母的鍵盤，這種情形下常用拉丁字母來轉寫俄文。例如（霜）會轉寫為moroz，（老鼠）會轉寫為mysh或myš。拉丁字母轉寫一度曾被住在俄羅斯以外的人士使用，不過現在說俄語的電腦使用者較常使用Unicode字符编码，可以完全整合俄文字母。有一些免費軟體利用字符编码可以讓使用者輸入俄文字母，即使是用西方的QWERTY鍵盤也可以輸入。

### 電腦支援
俄文字母有許多不同的字符编码系統。KOI8-R是由蘇維埃政府所設計，原意是要成為俄文的標準編碼，此編碼仍在類UNIX系統廣為使用。不過MS-DOS及OS/2（IBM866）、傳統的麥金塔（IEC 8859-5）及Microsoft Windows（CP1251）加深了俄文字母系統的混亂，最後Windows-1251成為1995年至2005年俄文網際網路及電子郵件通訊的實質標準。
早期使用的8位元編碼已很少用在通訊協定及文字交換的資料格式，現在大部份已被UTF-8取代。有許多不同的編碼轉換軟體，像iconv即為其中之一，大部份的Linux、麥金塔版本都支援此軟體，也有一些其他的作業系統支援，不過現在只有在存取多年前製作的文字檔時才會用到轉換軟體。
除了現代的俄文字母外，Unicode（及UTF-8）有早期西里尔字母（基於希臘字母）的編碼，以及其他斯拉夫文字，或是用西里爾字母的非斯拉夫文字。

## 发音
俄语的语音系统发源于斯拉夫语族，但在早期历史上改变很多，大约公元1400年大致成型。
标准俄语基于莫斯科方言，有很强的重音和适度的音调变化。重音元音有一点拉长，而非重音元音倾向于抬升成闭元音或者模糊元音/ə/。
俄语裏一個音節裏的聲母和韻尾最多可以含8个輔音，用公式表示如下（V代表元音，C代表辅音）：
(V)

### 元音
|    | 前  | 中  | 后  |
| -- | --- | --- | --- |
| 闭 | /i/ | /ɨ/ | /u/ |
| 中 | /e̞/ | /ə/ | /o̞/ |
| 开 |     | /ä/ |     |

### 辅音
|               | 双唇音 | 双唇音 | 唇齿音 | 唇齿音 | 齿龈音 齿音 | 齿龈音 齿音 | 齒齦後音 | 齒齦後音 | 硬腭音 | 软颚音 | 软颚音    |
| 平常          | 颚化   | 平常   | 颚化   | 平常   | 颚化        | 平常        | 颚化     | 平常     | 硬腭音 | 颚化   |           |
| ------------- | ------ | ------ | ------ | ------ | ----------- | ----------- | -------- | -------- | ------ | ------ | --------- |
| 鼻音          | m      | mʲ     |        |        | n           | nʲ          |          |          |        |        |           |
| 塞音          | p b    | pʲ bʲ  |        |        | t d         | tʲ dʲ       |          |          |        | k g    | kʲ [gʲ]   |
| 塞擦音        |        |        |        |        | ts          |             |          | tɕ       |        |        |           |
| 擦音          |        |        | f v    | fʲ vʲ  | s z         | sʲ zʲ       | ʂ ʐ      | ɕː ʑː    |        | x [ɣ]  | [xʲ] [ɣʲ] |
| 近音 （边音） |        |        |        |        |             |             |          |          | j      |        |           |
| 近音 （边音） |        |        |        |        | l           | lʲ          |          |          |        |        |           |
| 颤音          |        |        |        |        | r           | rʲ          |          |          |        |        |           |

## 语法
俄语中的词性分为10大类
至於語法较为复杂，分別如下：
- 有词形变化：
  - 名词
  - 形容词
  - 数词
  - 代词
  - 动词
- 無词形变化：
  - 副词
  - 前置词
  - 连接词
  - 语气词
  - 感叹词

俄語詞性有性、数、格之變化，例如格分為：主格（第1格）、属格（第2格）、与格（第3格）、宾格（第4格）、工具格（第5格）和前置格（第6格），动词有「體」之分，还有形动词和副动词之分。